# پاندورا (ئی‌پی ویسپ)
پاندورا (به انگلیسی: Pandora) نخستین ئی‌پی موسیقی‌دان آمریکایی ویسپ می‌باشد که در ۵ آوریل سال ۲۰۲۴ از سوی موزیک سوپ/اینترسکوپ رکوردز منتشر گردید. از این ئی‌پی برای اولین‌بار با انتشار تک‌آهنگی تحت نام «کافی برای تو» مارس ۱۵ رونمایی شده بود، به‌همراهٔ اعلامیهٔ برگزاری توری در ایالات متحده که از ۱۹ آوریل در دالاس تگزاس شروع شد و در مهٔ ۲۳ در لس آنجلس به پایان رسید.